# Ailes colorées de Saint-Gall
L'Ailes colorées de Saint-Gall (en allemand : Sankt Galler Flügeltaube) est une race de pigeon domestique originaire de Suisse. La race est classée dans le groupe des pigeons de couleur.

## Origine
L'Ailes colorées de Saint-Gall est une race jeune, créée en 1970 dans la région de Saint-Gall en Suisse orientale. Il est issu de croisements entre un pigeon suisse huppé et un pigeon allemand aux ailes colorées. Son standard est officiellement reconnu en 1978.

## Description
C'est un pigeon huppé à la forme élégante. Sa tête est fine, au front haut avec une heurte colorée et une crête à l'arrière du cou formant une huppe en haut de la calotte ; les yeux sont marron foncé. Le bec est mince de longueur moyenne. Le cou est aussi mince, de longueur moyenne. Un dos incliné et bien couvert par les ailes quand elles sont fermées. Une queue longue et bien fermée. Les pattes sont nues. Diverses couleurs sont visibles chez cette race.

## Élevage
C'est un oiseau actif qui n'aime pas être confiné trop longtemps. Avant toute exposition, l'oiseau a besoin d'un toilettage.

## Standard et diffusion
Le standard de la race est géré par la Suisse (CH/0431). Les oiseaux sont bagués avec une bague de 8 mm.
En raison de sa création récente, la race s'est peu diffusée. Peu d'éleveurs présentent cet oiseau aux concours. En France, un seul éleveur était connu en 2015.